# فيلق الجيش الثامن (الفيرماخت)
فيلق الجيش الثامن (الثامن. Armeekorps) كان فيلق في الجيش الألماني خلال الحرب العالمية الثانية. تم تدميره خلال معركة ستالينجراد وتم إصلاحه في منتصف عام 1943.

## القادة
- سلاح الفرسان العام ( الجنرال دير كافاليري ) بول لودفيج إيوالد فون كليست ، 21 مايو 1935   - 3 فبراير 1938
- المشاة العامة ( General der Infanterie ) إرنست بوش ، 3 فبراير 1938   - 25 أكتوبر 1939
- العقيد العام ( Generaloberst ) والتر هيتز، 25 أكتوبر 1939   - 31 يناير 1943

بعد الإصلاح
- المشاة العامة ( General der Infanterie ) Gustav Höhne ، 20 يوليو 1943   - 1 أبريل 1944
- اللفتنانت جنرال ( Generalleutnant ) يوهانس بلوك ، 1 أبريل 1944   - 15 أبريل 1944
- اللفتنانت جنرال ( Generalleutnant ) هانز شليمر، 15 أبريل 1944   - 12 مايو 1944
- المشاة العامة ( General der Infanterie ) Gustav Höhne ، 12 May 1944   - 10 سبتمبر 1944
- المدفعية العامة ( General der Artillerie ) والتر هارتمان ، 10 سبتمبر 1944   - 19 مارس 1945
- المشاة العامة ( General der Infanterie ) Friedrich Wiese ، 19 مارس 1945   - 20 أبريل 1945
- المدفعية العامة ( General der Artillerie ) Horst von Mellenthin ، 20 أبريل 1945   - 8 مايو 1945

## منطقة العمليات
- بولندا - سبتمبر 1939 - مايو 1940
- فرنسا - مايو 1940 - يونيو 1941
- الجبهة الشرقية ، القطاع الجنوبي - يونيو 1941 - أكتوبر 1942
- ستالينجراد - أكتوبر 1942 - يناير 1943
- الجبهة الشرقية - يوليو 1943 - سبتمبر 1944
- الجبهة الشرقية ، القطاع المركزي - سبتمبر 1944 - مايو 1945

## روابط خارجية
"VIII. Armeekorps". Lexikon der Wehrmacht. مؤرشف من الأصل في 2022-06-01. اطلع عليه بتاريخ 2011-03-05.